# Explosion de Braamfontein

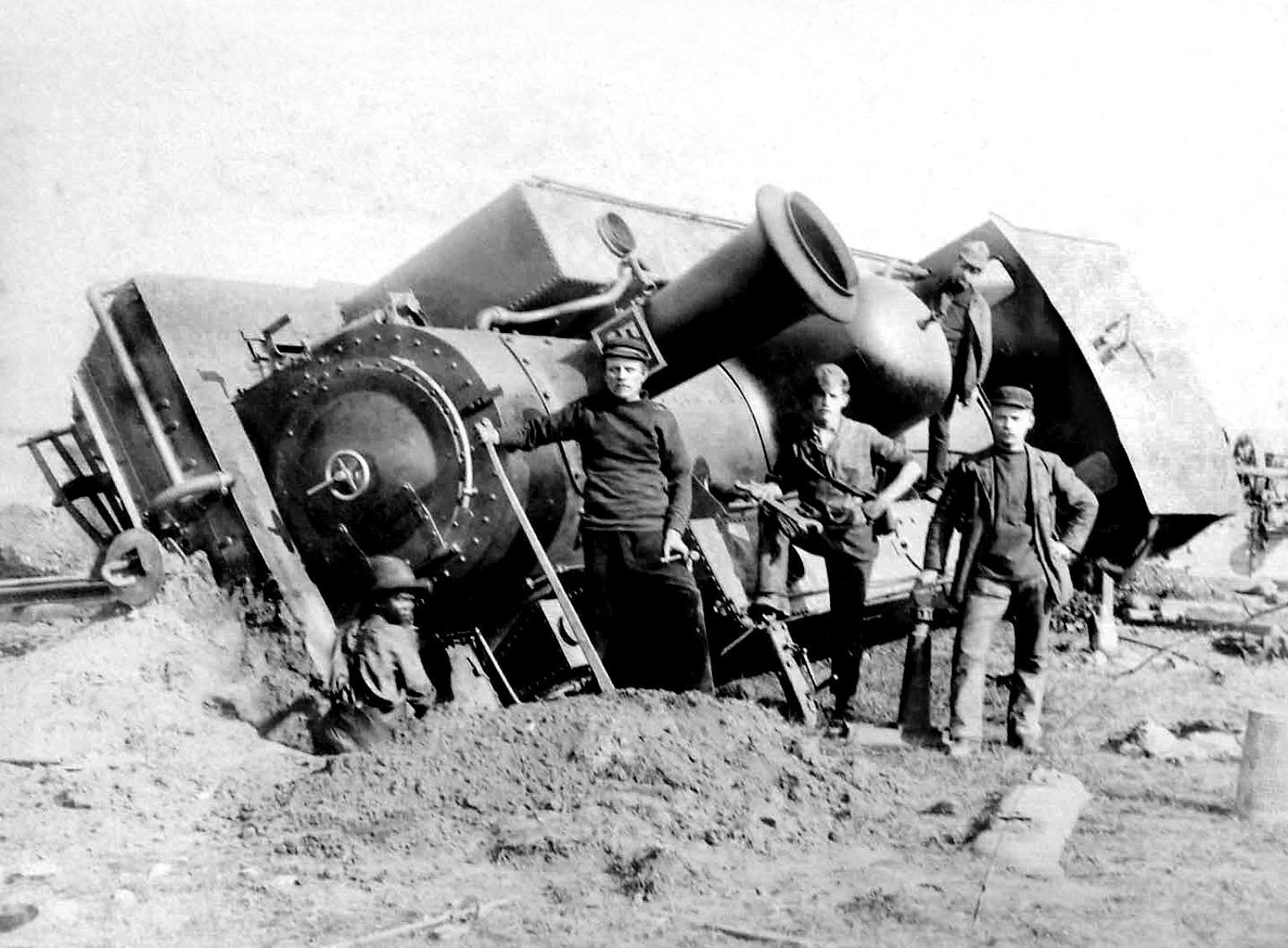
Locomotive après l'explosion.

Une explosion a eu lieu à Braamfontein dans une banlieue de Johannesbourg le 19 février 1896. Il s'agit de l'une des plus grandes explosions non nucléaires de l'histoire[réf. nécessaire]. Elle aurait fait au moins soixante-dix morts et deux cents blessés graves, cependant le nombre exact de victimes est incertain. 

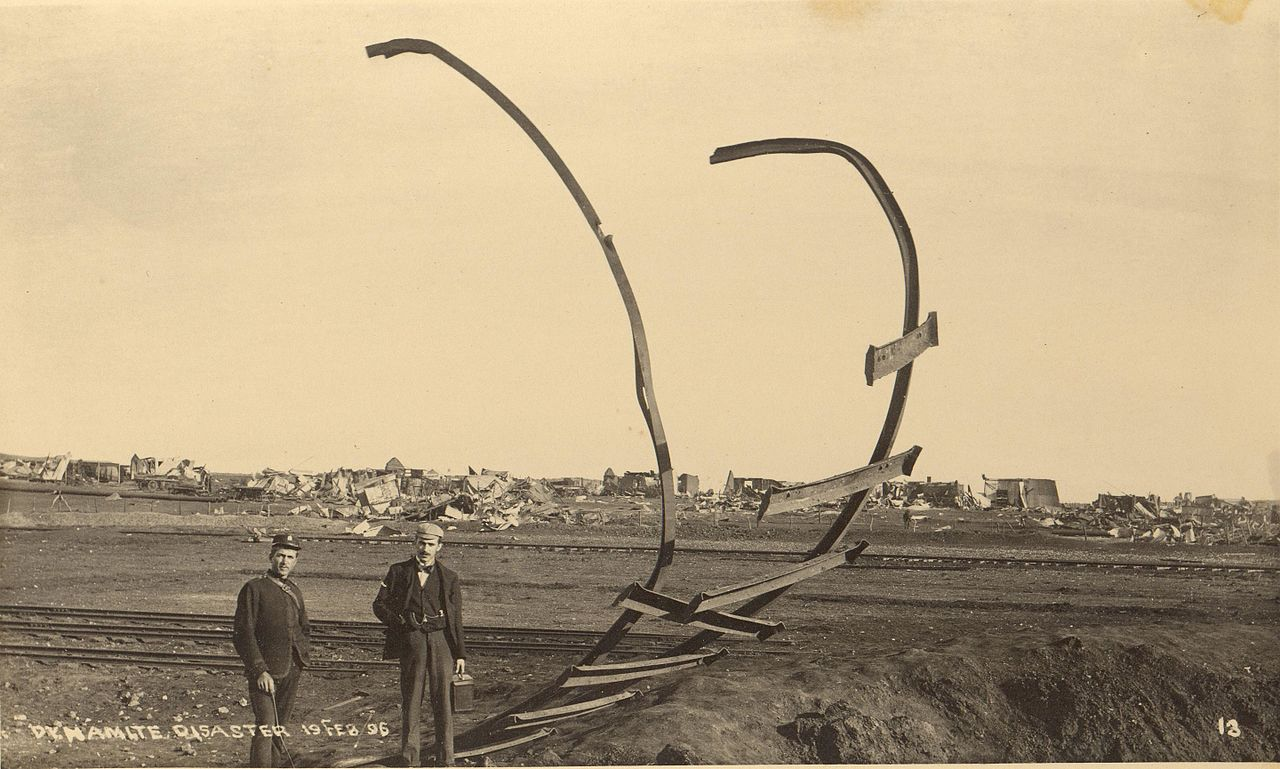
Partie du rail où l'explosion a eu lieu (photo prise le 19 février 1896).

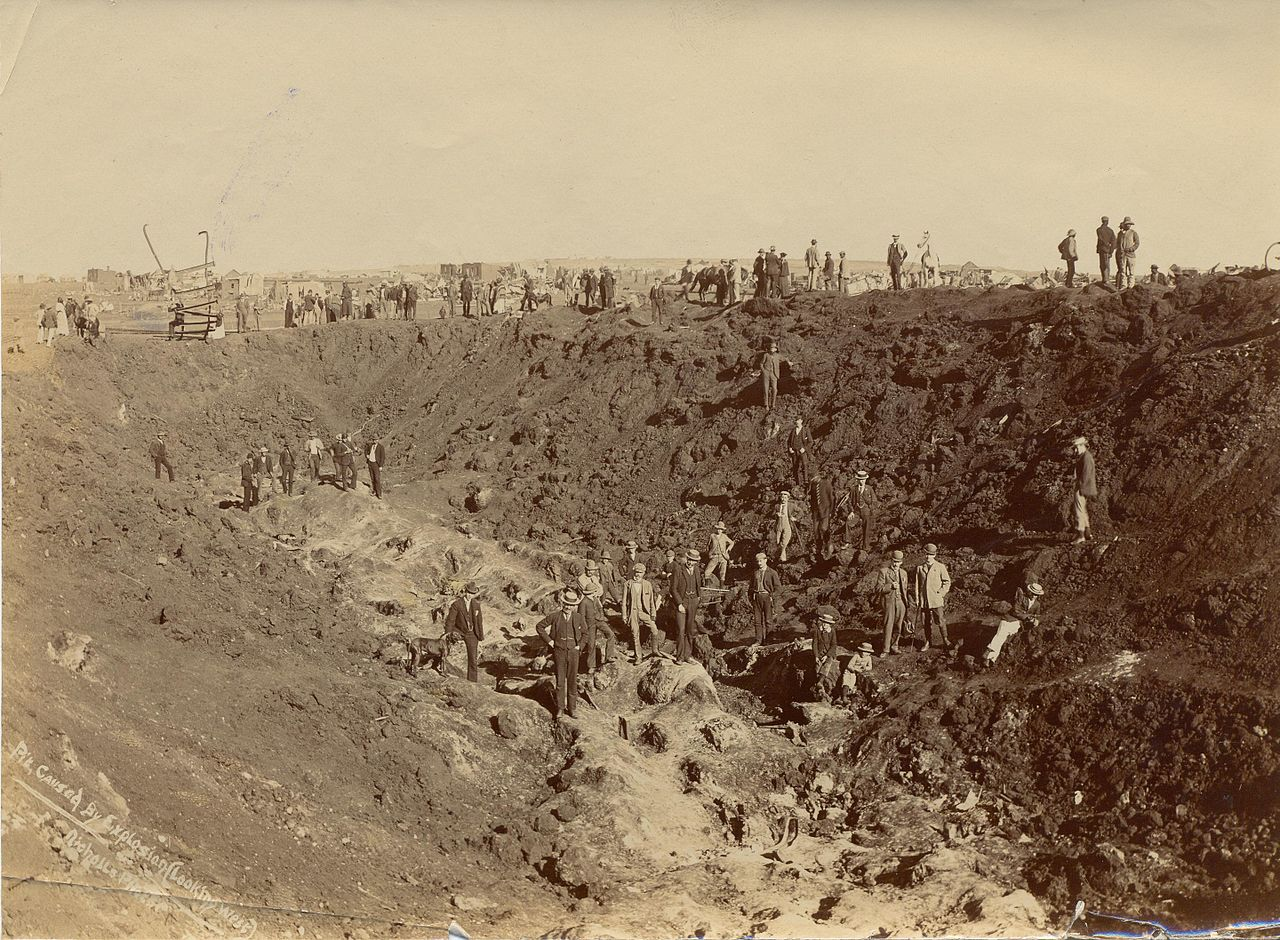
Le trou créé par l'explosion.

## Explosion
Le 16 février 1896, un train de marchandises de huit wagons remplis de dynamite — entre cinquante-six et soixante tonnes — est placé dans une voie d'évitement à la gare de Braamfontein. La dynamite est destinée aux mines voisines, mais les réserves de dynamite sont déjà pleines, de sorte que le train est laissé dans la voie d'évitement pendant plusieurs jours par un temps très chaud. 
Dans l'après-midi du 19 février, après que les ouvriers ont commencé à décharger le train, une locomotive de manœuvre vient le déplacer vers une autre partie de la voie d'évitement. Cependant, lorsqu'elle entre en contact avec le train vers 15 h 14 la dynamite explose.  
L'explosion laisse un cratère de soixante mètres de long, de cinquante mètres de large et de huit mètres de profondeur. Elle est entendue jusqu'à deux cents kilomètres. 
Des banlieues éloignées telles que Fordsburg (en) sont également gravement endommagées et environ trois mille personnes perdent leur maison.

## Commémorations
Un mémorial est érigé au cimetière de Braamfontein grâce à une collecte de fonds du Dynamite Disaster Relief Fund. Celui-ci indique que « 75 blancs et colorés » ont été tués dans l'explosion,.  
En 2012, l'artiste Eduardo Cachuco crée Explosion, 1896, un collage d'images placé dans le cratère. 